# 李軌 (東晉)
李軌，字洪範（一作弘範），江東人（一作江夏人），東晉時期經師，官祠部郎中（尚書郎）、都亭侯。
著作有：
- 《周易音》
- 《切韻》
- 《揚子法言音義》